# Peggiopsis stali
Peggiopsis stali är en insektsart som beskrevs av Frederick Arthur Godfrey Muir 1917. Peggiopsis stali ingår i släktet Peggiopsis och familjen Derbidae. Inga underarter finns listade i Catalogue of Life.